# Photon quadripolaire
 (février 2013).
 (avril 2023).
La forme ressemble trop à un extrait de cours et nécessite une réécriture afin de correspondre aux standards de Wikipédia.
 (mars 2012).
Si vous disposez d'ouvrages ou d'articles de référence ou si vous connaissez des sites web de qualité traitant du thème abordé ici, merci de compléter l'article en donnant les références utiles à sa vérifiabilité et en les liant à la section « Notes et références ».
Un photon quadrupolaire est un photon polaire ayant un moment angulaire {\displaystyle l=2}. À cette polarisation correspondent un rayonnement électrique {\displaystyle E(2)} de parité {\displaystyle \Pi =+1} et un rayonnement magnétique {\displaystyle M(2)} de parité {\displaystyle \Pi =-1}.

## Description
Les photons quadripolaires résultent d'une polarisation bien spécifique. En général un photon polaire (2l) est un photon qui emporte un moment angulaire l : 
- l=1 photon  dipolaire ;
- l=2 photon quadrupolaire ;
- l=3 photon octupolaire.

Pour une valeur de l correspond deux rayonnements différents, suivants les valeurs de parités. Il correspond un rayonnements électrique et magnétique différents. Ainsi :
- {\displaystyle \Pi =(-1)^{l}} ce qui correspond à un rayonnement électrique noté E(l) ;
- {\displaystyle \Pi =(-1)^{l+1}} ce qui correspond à un rayonnement magnétique noté M(l).

Les photons quadrupolaires ont une polarisation spécifique :
- E(2) correspond à une parité :  {\displaystyle \Pi =+1} ;
- et M(2) correspond à une parité : {\displaystyle \Pi =-1}.